# Station Horsens
Station Horsens is een station in Horsens, Denemarken en ligt aan de lijn Fredericia - Århus. Voorheen lag het ook aan de lijnen Horsens - Juelsminde, Horsens - Odder, Horsens - Silkeborg en Horsens - Thyregod.